# Sagamu
Sagamu ou Shagamu' é uma cidade e sede da Área de governo local com o mesmo nome, no sudoeste da Nigéria localizado no estado de Ogun perto do rio Ibu.